# Ferrari F2007
La Ferrari F2007 (numero di progetto 658) è un'automobile monoposto di Formula 1 che ha gareggiato nel 2007, la cinquantatreesima utilizzata dalla Scuderia Ferrari. Ha vinto il titolo piloti, grazie a Kimi Räikkönen, e il titolo costruttori. Ad oggi la stagione 2007 è l'ultima ad aver regalato al Cavallino Rampante la doppietta iridata. La monoposto fu presentata il 14 gennaio 2007 e ricevette il primo shakedown il giorno dopo da parte di Felipe Massa.

## Livrea
La prima monoposto del dopo-Schumacher vede una rivoluzione in termini di estetica: la macchina presenta una livrea quasi tutta rossa, con una presenza pressoché marginale del bianco. Sul fronte pubblicitario è confermato il title sponsor Marlboro, che tuttavia dopo 10 anni adotta un nuovo lettering bianco, dismettendo lo storico riquadro sul cofano motore e l’alettone posteriore bianco. Mantiene le consuete collocazioni il marchio “capogruppo” FIAT, mentre c'è l'avvicendamento tra Vodafone (passato ai rivali della McLaren) e Alice; tra le novità vi è anche la presenza del marchio Mubadala, già azionista di minoranza della Scuderia.
Colorata nel classico rosso corsa nella parte iniziale della stagione, dal Gran Premio di Monaco la livrea assume una tonalità metallizzata, tendente al «mattone cangiante», più sensibile ai riflessi di luce.

## Sviluppo
La vettura è stata disegnata da Aldo Costa, mentre il responsabile del settore aerodinamico è il greco Nicholas Tombazis.
Dal punto di vista del corpo vettura la novità che risalta di più è l'allungamento del passo rispetto alla precedente Ferrari 248 F1. La maggior distanza tra l'asse posteriore e l'asse anteriore della monoposto permette di percorrere ad una velocità maggiore le curve veloci ed offre una maggior superficie di lavoro aerodinamico. Molto lavoro è stato incentrato sul retrotreno nella cosiddetta zona a Coca-Cola, che ora appare molto più rastremata e dotata di una serie di feritoie per far confluire una maggiore quantità di aria al motore, che con questa nuova soluzione rischiava un eccessivo riscaldamento. Sono stati rivisti anche gli imbocchi delle pance laterali, ora rialzati. L'ala anteriore e l'ala posteriore sono delle naturali evoluzioni del modello precedente.
Per la prima volta la Ferrari ha rivisto completamente l'aggancio delle sospensioni anteriori, che ora sono prive del caratteristico attacco monochiglia, peraltro già abbandonato da diverse scuderie fin dalla stagione 2006.
Innovativo anche il cambio, con la Ferrari che per la prima volta ha fatto uso del cosiddetto cambio quick shift in grado di annullare praticamente i tempi di cambiate delle sette marce rendendo le scalate estremamente fulminee. Il vantaggio sul singolo giro è stimato in qualche centesimo di secondo, ma, nell'arco di un'intera gara, il vantaggio in termini di prestazioni potrebbe rivelarsi decisivo.

## Scheda tecnica
- Carreggiata anteriore: 1,470 m
- Carreggiata posteriore: 1,405 m
- Telaio: materiali compositi, a nido d'ape con fibre di carbonio
- Trazione: posteriore
- Frizione: multidisco
- Cambio: longitudinale Ferrari, quickshift, 7 marce e retromarcia (comando semiautomatico sequenziale a controllo elettronico)
- Differenziale: autobloccante
- Freni: a disco autoventilanti in carbonio
- Motore: tipo 056
  - Num. cilindri e disposizione: 8 a V 90°
  - Cilindrata: 2 398 cm³
  - Potenza: 770 CV / 19 000 giri min.
  - Coppia: 29 kgm
  - Alesaggio: 98 mm
  - Corsa: 39,74 mm
  - Distribuzione: pneumatica
  - Valvole: 32
  - Materiale blocco cilindri: alluminio microfuso
  - Olio: Shell SL-0977
  - Benzina: Shell V-Power ULG 59
  - Peso: > 95 kg
  - Alimentazione: iniezione elettronica digitale Magneti Marelli
  - Accensione: elettronica Magneti Marelli statica
- Sospensioni: indipendenti push-rod, con puntone e molla di torsione anteriore e posteriore - ammortizzatori Sachs [4] http://mauriziomarinelli.it/squadre/ferrari07.html
- Pneumatici: Bridgestone
- Cerchi: 13"

## Piloti
| Piloti ufficiali     | Piloti ufficiali   | Piloti ufficiali |
| Nazione              | Nome               | Numero           |
| -------------------- | ------------------ | ---------------- |
| Brasile (bandiera)   | Felipe Massa       | 5                |
| Finlandia (bandiera) | Kimi Räikkönen     | 6                |
| Collaudatori         |                    |                  |
| Nazione              | Nome               | Numero           |
| Italia (bandiera)    | Luca Badoer        | 33               |
| Spagna (bandiera)    | Marc Gené          | 33               |
| Germania (bandiera)  | Michael Schumacher | 33               |

## Carriera agonistica

### Stagione

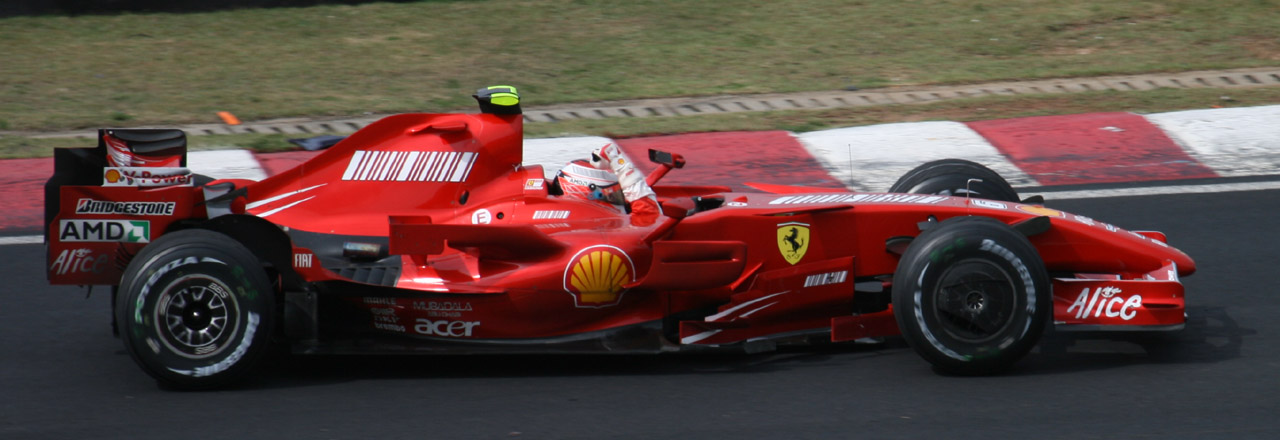
Räikkönen festeggia la vittoria nel Gran Premio del Brasile 2007, che gli permette di vincere il titolo piloti.

La prima gara disputata è il Gran Premio d'Australia il 18 marzo del 2007. Ha ottenuto nove vittorie nel campionato mondiale 2007 di Formula 1, totalizzando 204 punti nel campionato costruttori, 110 conquistati da Kimi Räikkönen e 94 da Felipe Massa. La F2007 ha vinto il titolo Mondiale Costruttori ed ha portato Kimi Räikkönen al titolo Mondiale Piloti.

#### Spy Story
Prima del Gran Premio di Monaco viene rinvenuta, nei box Ferrari e sul tappo del serbatoio del carburante delle monoposto, una polvere bianca: nei primi giorni di luglio 2007, in seguito ai risultati dei RIS di Parma sulle analisi condotte in merito dopo il Gran Premio monegasco, arriva l'annuncio del licenziamento definitivo di Nigel Stepney da parte della scuderia di Maranello con l'accusa di sabotaggio.
Sempre nei primi giorni di luglio la Ferrari denuncia per spionaggio industriale Nigel Stepney, ex capotecnico Ferrari, ed un tecnico della scuderia McLaren-Mercedes, Mike Coughlan. Sono state infatti ritrovate prove nella casa di Coughlan, di un trasferimento comprovato di dati ed informazioni riservate provenienti dalla Ferrari, in particolare l'intero progetto della F2007 di casa Ferrari. E i rapporti stretti di Stepney e Coughlan non fanno altro che chiarire la vicenda. Stepney avrebbe spedito a Coughlan informazioni segrete contenenti disegni, progettistica e metodica di lavoro della Ferrari. Il coinvolgimento dei succitati tecnici è comprovato da numerose e schiaccianti prove e restano seri dubbi sull'estraneità che la scuderia McLaren-Mercedes proclama rispetto al proprio coinvolgimento nello scandalo. Il 14 settembre 2007 la FIA riconosce la McLaren-Mercedes colpevole di spionaggio industriale. La casa anglo-tedesca viene condannata alla squalifica dal mondiale costruttori di Formula 1 e ad una multa di 100 milioni di dollari.

## Risultati completi
| Anno | Team                      | Motore             | Gomme | Piloti    |   |   |   |     |   |    |   |   |   |     |    |   |     |   |   |   |   | Punti | Pos. |
| ---- | ------------------------- | ------------------ | ----- | --------- | - | - | - | --- | - | -- | - | - | - | --- | -- | - | --- | - | - | - | - | ----- | ---- |
| 2007 | Scuderia Ferrari Marlboro | Ferrari 056 2.4 V8 | B     | Massa     | 6 | 5 | 1 | 1   | 3 | SQ | 3 | 2 | 5 | 2   | 13 | 1 | Rit | 2 | 6 | 3 | 2 | 204   | 1º   |
| 2007 | Scuderia Ferrari Marlboro | Ferrari 056 2.4 V8 | B     | Räikkönen | 1 | 3 | 3 | Rit | 8 | 5  | 4 | 1 | 1 | Rit | 2  | 2 | 3   | 1 | 3 | 1 | 1 | 204   | 1º   |

| Legenda | 1º posto     | 2º posto | 3º posto    | A punti         | Senza punti/Non class.  | Grassetto – Pole position Corsivo – Giro più veloce |
| Legenda | Squalificato | Ritirato | Non partito | Non qualificato | Solo prove/Terzo pilota | Grassetto – Pole position Corsivo – Giro più veloce |